# Jun’ichi Inoue
Jun’ichi Inoue (jap. 井上純一 Inoue Jun’ichi; ur. 26 grudnia 1971 w Arakawie) – japoński łyżwiarz szybki, brązowy medalista olimpijski i mistrzostw świata.

## Kariera
Pierwszy medal na arenie międzynarodowej Jun’ichi Inoue wywalczył w 1992 roku, kiedy podczas igrzysk olimpijskich w Albertville zajął trzecie miejsce w biegu na 500 m. W zawodach tych wyprzedzili go jedynie Niemiec Uwe-Jens Mey oraz jego rodak Toshiyuki Kuroiwa. Na rozgrywanych dwa lata później igrzyskach w Lillehammer był szósty na 500 m oraz ósmy na dystansie 1000 m. W 1994 roku wystartował na mistrzostwach świata w wieloboju sprinterskim w Calgary zdobywając brązowy medal. Lepsi okazali się tylko Dan Jansen z USA oraz Rosjanin Siergiej Klewczenia. Wielokrotnie stawał na podium zawodów Pucharu Świata, odnosząc łącznie trzy zwycięstwa. W sezonie 1995/1996 był drugi w klasyfikacji końcowej PŚ na 1000 m oraz czwarty na 500 m.